# Con rùa vũ trụ

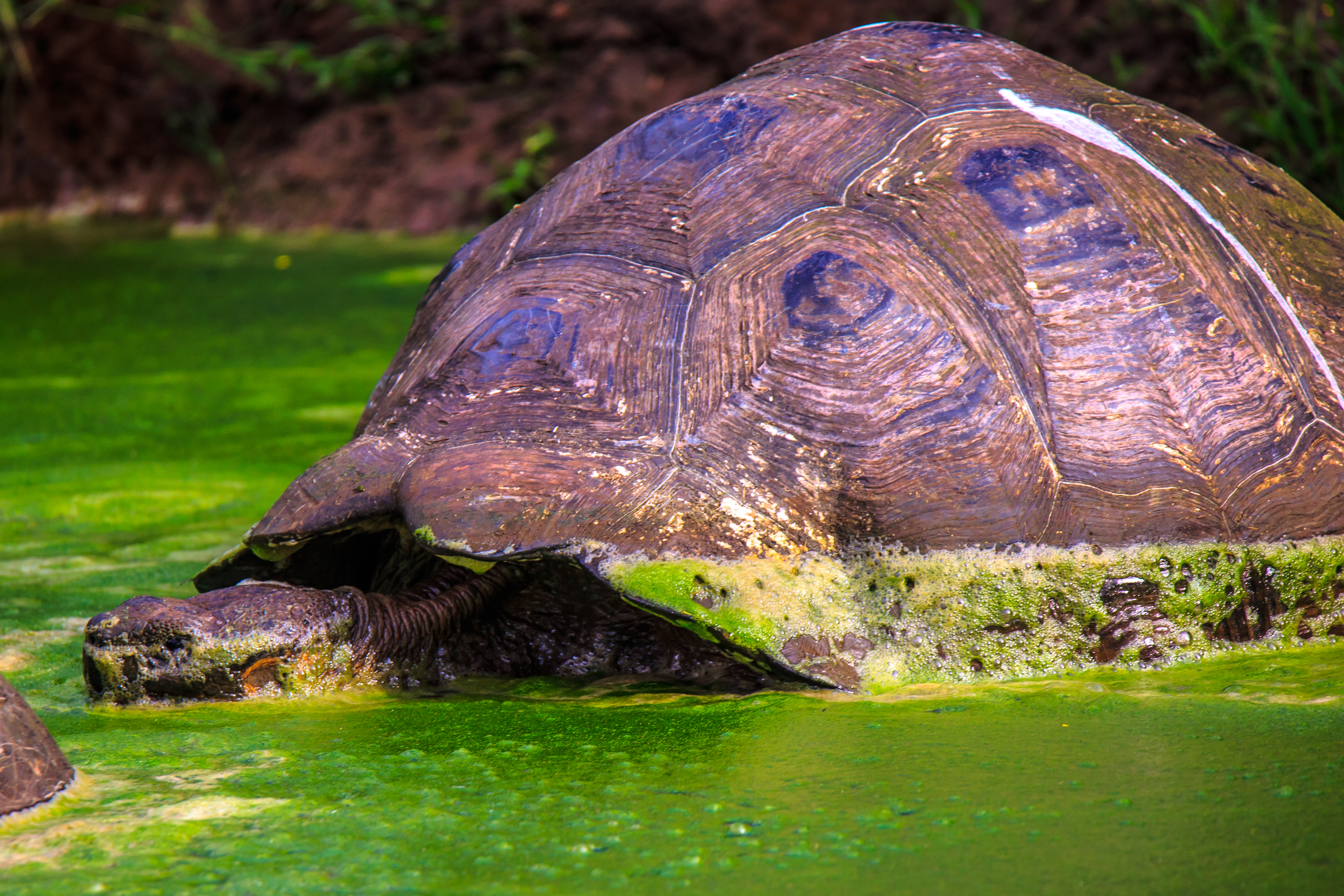
Con rùa với đặc điểm của nó được xem như một tiểu vũ trụ

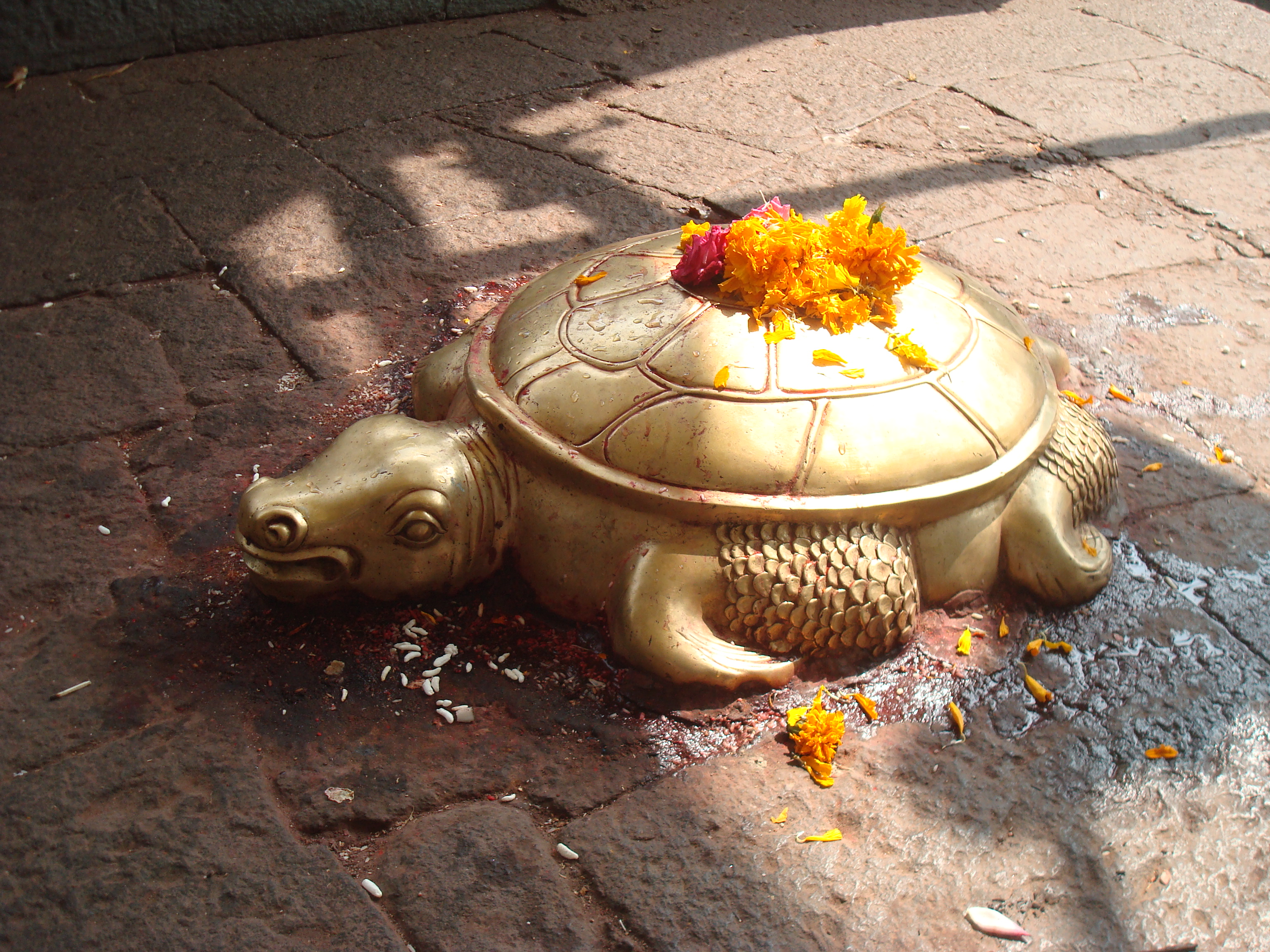
Tượng con rùa vũ trụ Kurma ở Ấn Độ

Con rùa vũ trụ (Cosmic Turtle) nay còn gọi là con con rùa Thế giới (World Turtle) là thần thoại về một con rùa khổng lồ thực hiện việc cõng cả thế giới lên thân mình hay mang vác, chống đỡ cả thế giới này, và còn tượng trưng cho sự sáng thế, huyền cơ. Hình tượng con rùa vũ trụ xuất hiện trong thần thoại Ấn Độ giáo, thần thoại Trung Quốc và thần thoại của các dân tộc bản địa châu Mỹ. Trong mỹ thuật, rùa thường được tạc trong hình thức đội bia đá, tháp Phật, là bệ đỡ cho các công trình kiến trúc tạo độ chắc chắn, ngụ ý sự trường cửu.
Rùa vũ trụ trong thần thoại Hindu được gọi là Akupāra (tiếng Phạn: अकूपार) hoặc đôi khi là Chukwa. Ở Ấn Độ, con rùa (Kuma/कूर्म) biểu tượng cho sự sự hóa thân của các vị thần nổi tiếng như Bồ tát hoặc thần Vishnu. Ở Trung Quốc, Nhật Bản, Hàn Quốc, Việt Nam thì rùa (quy) là biểu tượng cho vũ trụ, là một tiểu vũ trụ. Ở một số nước châu Phi thì con rùa biểu tượng cho cột chống trời chắc chắn nhất, nhờ thế con người mới yên ổn, hạnh phúc mà làm ăn trên mặt đất. Việc gắn nước khởi nguyên với sự tái sinh thuộc hệ biểu tượng đêm, Mặt Trăng và là thuộc tính rùa vì liên quan đến yếu tố nước.

## Tổng quan

### Ý nghĩa

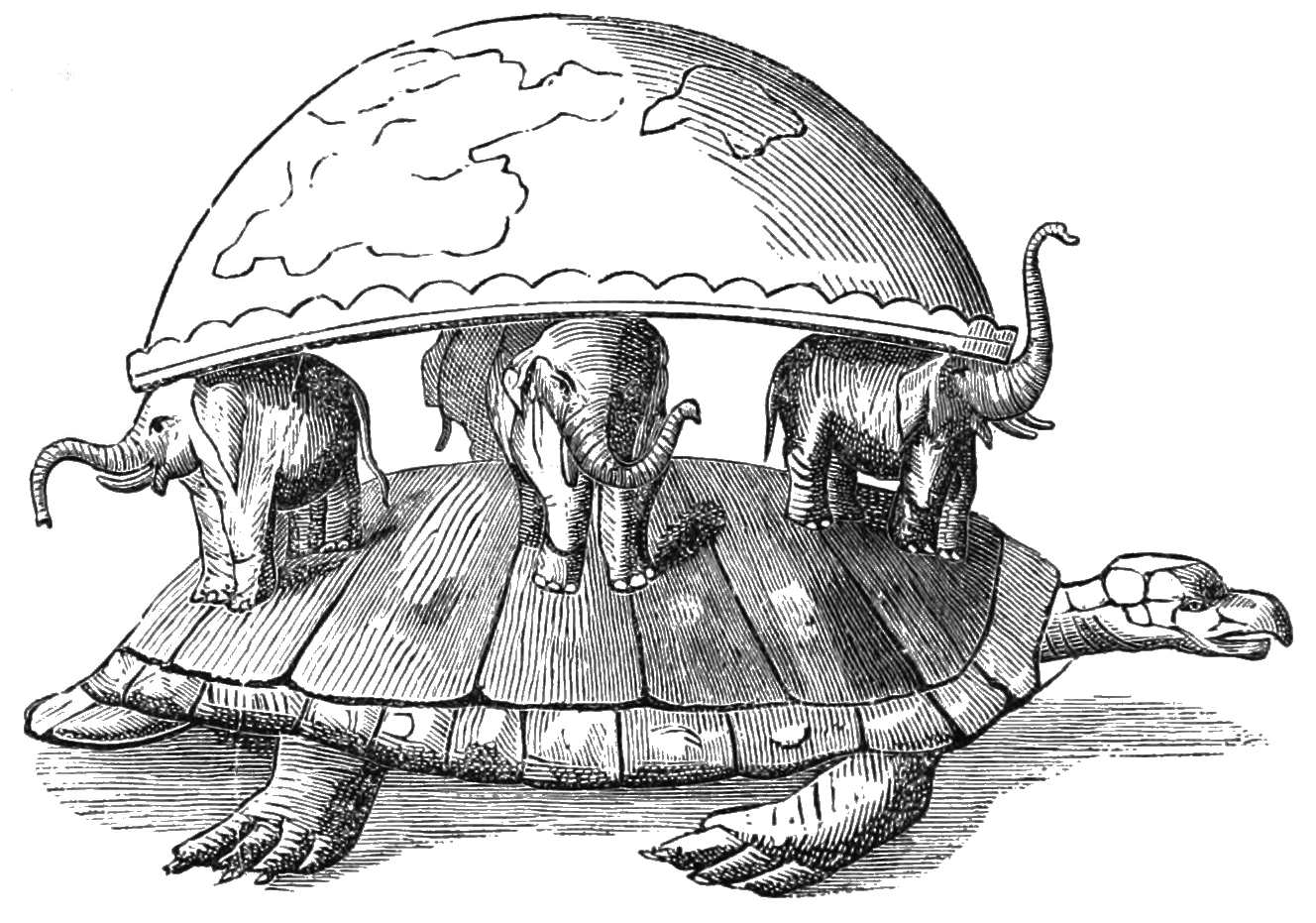
Ký họa về con rùa Thế giới

Các nền văn hóa lớn khi nhìn nhận về con rùa đều có chung quan niệm trời tròn đất vuông. Trong sự liên tưởng thô sơ nguyên thủy thì không con vật nào gần gũi với mô hình vũ trụ này hơn con rùa với chiếc mai rùa hình vòm trên lưng, biểu tượng cho trời, mặt phẳng dưới bụng biểu tượng cho đất. Rùa có chức năng chống đỡ, đảm bảo sự ổn định của thế gian ấy gắn nó với vị thần cao nhất như ở Tây Tạng cũng như ở Ấn Độ, con rùa cổng vũ trụ là hoá thân, lúc thì của Bồ tát, lúc thì của thần Vishnu, vị thần dưới hình dạng này có một khuôn mặt xanh, là dấu hiệu của sự tái sinh hoặc sinh sản, khi thần từ nguồn nước khởi nguyên nhô mình lên, cõng Trái Đất trên lưng. Nhiều dân tộc đã theo hình con rùa mà làm nhà, làm chân cột chống đỡ các đồ vật, người ta còn tôn thờ rùa như là con vật bảo hộ cho đê điều nhưng hình ảnh thường thấy nhất của rùa chính là việc vận dụng hình tượng rùa để dựng bia, đặt rùa làm đế cho bia tạo cho bia sự vững bền.
Truyền thuyết Ấn Độ còn cho rằng rùa cõng cả trái đất, ít ra cũng làm giá đỡ các ngai thần hoặc làm điểm tựa giữ cho ngọn núi Mandara (núi thiêng) thêm vững chãi. Ở Ấn Độ, rùa là một giá đỡ ngai thần; đặc biệt nó là hóa thân Kurma của thần Vishnu, làm thành giá đỡ của núi Mandara, giữ cho ngọn núi này vững chãi để các Đề-bà (Deva) và A-tu-la (Asura) tiến hành khuấy biển sữa để làm lấy lại thuốc trường sinh Amrita. Người ta bảo đến nay, rùa Kurma vẫn tiếp tục chống đỡ tiểu châu lục Ấn Độ. Trong các huyền thoại Mông Cổ, rùa vàng chống đỡ ngọn núi trung tâm vũ trụ. Người Kamouk tin rằng khi khí nóng mặt trời sẽ nung kho và thiêu cháy mọi vật, con rùa cổng thế giới sẽ cảm thấy hệ quả của sức nóng, sẽ lo lắng, lật mình lại và do vậy mà gây nên cuộc tận thế.
Ý nghĩa biểu trưng của rùa trải rộng trên tất cả các miền của trí tưởng tượng, thuộc nam tính và nữ tính, thuộc loài người và vũ trụ vì chúng có mai phía trên có hình tròn như bầu trời điều này khiến nó gợi nhớ cái mái vòm phía dưới phẳng như mặt đất, rùa là một biểu thị của vũ trụ và làm thành cả một vũ trụ học. Tại Viễn Đông cũng như ở các dân tộc tại trung tâm Châu Phi, người Dagon và người Bambara thì nó đều được nhìn nhận tương đồng. Rùa là con vật tự thân nó tích hợp được nhiều đặc điểm "thần thánh", ngoài mô hình "trời tròn đất vuông", rùa sống rất thọ, có sức chịu đựng tốt với nhiều loại hình khí hậu, lại lưỡng cư, cả trên cạn, dưới nước. Rùa là loài vật linh, sống thọ nên đặt bia trên lưng rùa là mang nghĩa mong muốn điều khắc trên bia đá lưu truyền bất tử. Rùa là biểu tượng cho cả một vũ trụ, do vậy những điều khắc trên bia đá này còn ở trên cả tầm vũ trụ.
Rùa còn trở thành sứ giả của ý trời (sứ giả Thanh Giang/rùa thần Kim Quy), báo trước điềm lành, điềm dữ. Phép bói giáp cốt bằng mai rùa chính là một trong những phép bói cổ xưa nhất, tương truyền có từ đời Thương. Cổ nhân dùng mai rùa vì rùa là một vũ trụ thu nhỏ, mai rùa khum tròn tượng trưng cho vòm trời, bốn chân tượng trưng cho đất, ứng với thuyết "trời tròn đất vuông", phần bụng phẳng (yếm rùa) tượng trưng cho đất. Rùa là con vật biểu tượng cho sự trường thọ, sinh lực và sức chịu đựng. Rùa mang chiếc mai hình vòm trên lưng, biểu tượng cho bầu trời và phần mai phẳng dưới bụng biểu tượng cho mặt đất. Rùa là con vật duy nhất trong tứ linh có thật được nâng lên thành con vật "vũ trụ", trong khi ba linh vật kia là sinh vật huyền thoại, ở rùa đã hội tụ đầy đủ những đặc tính linh thiêng mà không cần phải lai tạo như linh vật khác

### Thành cặp
Rùa thường xuất hiện thành cặp với Long Mã trong đề tài về Hà đồ-Lạc thư. Đây là cặp biểu tượng khởi nguyên của Kinh Dịch, tư tưởng triết học của người Á Đông về quy luật của sự biến đổi. Nó được vận dụng vào rất nhiều lĩnh vực như vũ trụ, thiên văn, địa lý, phong thủy, trị nước, nhân mệnh. Thần Quy Lạc thư bắt nguồn từ tích vua Đại Vũ trị thủy sông Lạc, nhìn thấy một con rùa trên lưng có các chấm đen trắng. Vua theo đó đặt ra Lạc Thư, còn gọi là Hậu thiên bát quái đồ, là ý nghĩa của đồ án "Linh Quy phụ thư" dựa vào tích này. Hình tượng quy tức là con rùa, tượng trưng cho sự bền vững nên đồ án này được thể hiện thông dụng nhất trong tượng tròn làm bia hay trong quần tượng "quy hạc" (con hạc đứng trên lưng con rùa)
Hà Đồ, Lạc Thư và Bát Quái là ba họa đồ được truyền lại từ thời xa xưa có nguồn gốc từ các bộ tộc phía Nam sông Dương Tử cổ đại (là nơi phát tích của người Việt cổ) cũng gắn với rùa, nó mang trên lưng các cổ đồ, "các ký hiệu cổ xưa", được thể hiện qua một chồng sách thắt lại với các dải lụa, tượng trưng cho con rùa mà Hoàng đế đã bắt gặp, từ miệng rùa phun ra một ngọn nước gọi là thủy ba. Đặc điểm nổi trội của rùa con là sự trường thọ vì rùa có thể sống đến cả ngàn năm, một con rùa đầy lông, mai rùa bám đầy rong tảo và rêu được xem là điềm báo sự trường thọ viên mãn nhất, rùa là biểu tượng cho sự trường cửu, bất biến. Rùa sống được dưới nước lẫn trên đất, nó dung hòa hai hành tương khắc trong ngũ hành là thủy (nước) và thổ (đất).
Hình ảnh rùa và hạc được bài trí trong những ngôi đền, chùa linh thiêng. Hình ảnh hạc chầu trên lưng rùa trong nhiều ngôi chùa, miếu, hạc đứng trên lưng rùa biểu hiện của sự hài hòa. Chữ rùa nghĩa là quy, nghĩa sự quay trở về, hạc lại tượng trưng cho sự thanh cao, thuần khiết đó chính là quay về với nguồn cội. Hạc được xem là loài chim thanh cao và sống thọ, nên khi đem kết hợp sẽ trở thành biểu tượng của sự trường tồn, biểu thị cho khát vọng tốt đẹp, sự kết giữa hai loài sống thọ đội nhau đã tạo nên biểu tượng "thọ đội thọ", rùa là loài sống sát mặt đất, hạc là loại bay sống ở trên cao nên khi đặt hạc đứng trên lưng rùa thành một cặp thì đó là hình tượng hóa về sự hài hòa của trời và đất, hai thái cực âm dương. Theo truyền thuyết rùa và hạc là đôi bạn rất thân nhau. Rùa tượng trưng cho con vật sống dưới nước, biết bò, hạc tượng trưng cho con vật sống trên cạn, biết bay.

## Ghi nhận

### Ở Trung Quốc

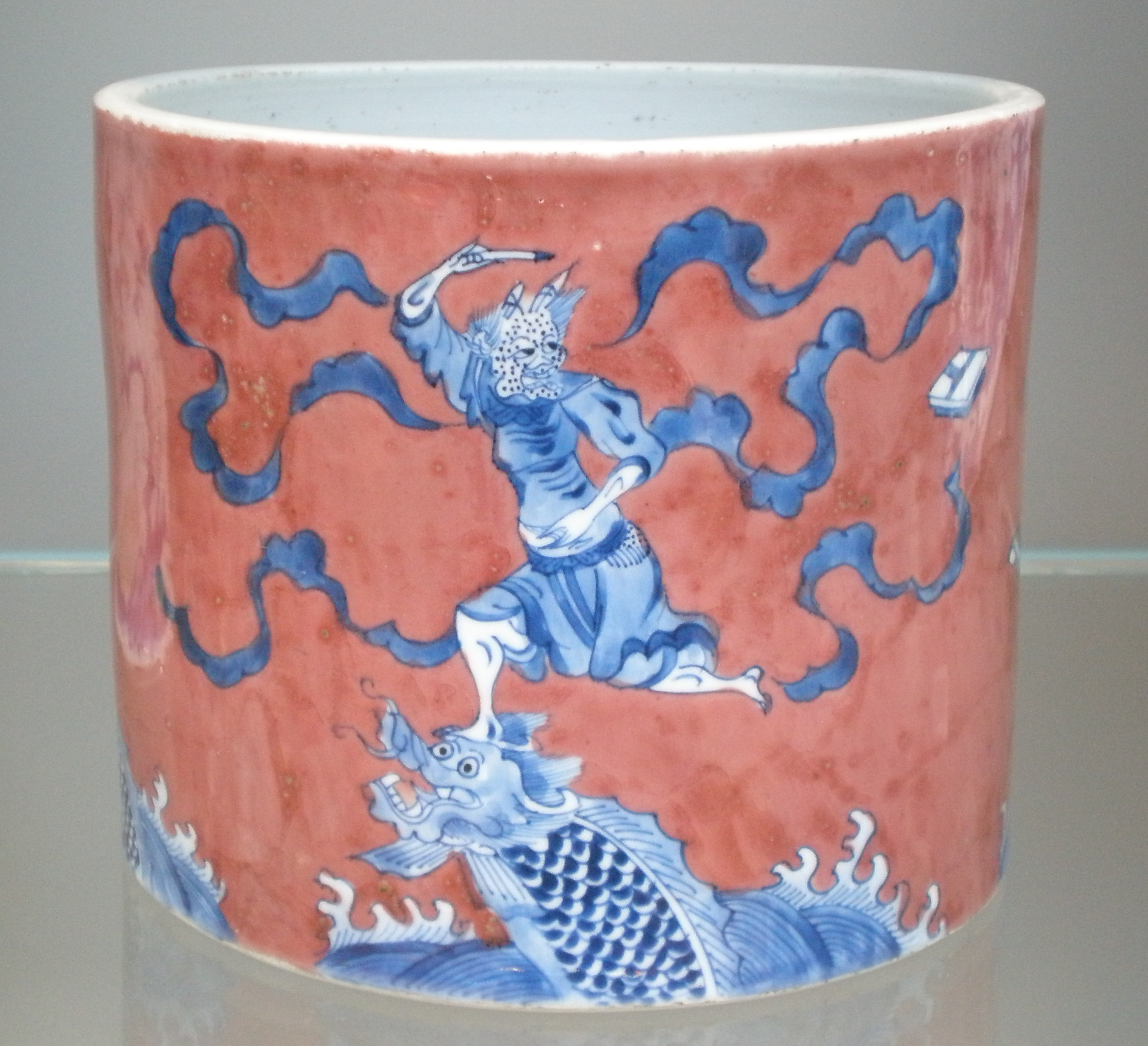
Tranh vẽ về con rùa Ngao

Ở Trung Quốc, rùa cũng là biểu tượng của Phương Bắc và mùa Đông, mà người ta gắn với các tuần trăng. Huyền thoại Trung Hoa kể bà Nữ Oa thấy con rùa giống với mô hình trời đất, bà cắt bốn chân rùa để tạo bốn cực của thế giới, những mảnh vỡ của huyền thoại Trung Hoa văng ra khắp nơi, một mảnh rơi vào quan niệm của các vua chúa hậu thế. Từ đó, trong các lăng tẩm đền đài các vị quân vương, mộ phần của các vị hoàng đế thường theo mô hình mỗi cây cột chính thường được đặt trên lưng rùa với ý nghĩa ngôi đền/lâu đài/nhà cửa mang tầm vóc vũ trụ. Theo một số truyền thuyết, chính một con rùa đã chống đỡ một trụ trời, bị Cung Công, vị vua của các vị thần khổng lồ phá đổ. Liệt Tử nói rằng các đảo tiên chỉ trụ vững vững khi được rùa đội trên lưng.
Huyền Vũ (玄武/Xuánwǔ) là một vị thần của Đạo giáo, một trong tứ tượng của Thiên văn học Trung Quốc, và cũng là một khái niệm trong phong thủy, thuyết âm dương, triết học phương Đông. Huyền Vũ là chân thân của Huyền Thiên Trấn Vũ, nó là linh vật thiêng liêng có tượng là hình con rắn quấn quanh con rùa, có màu đen (huyền, 玄). Huyền Vũ đại diện cho yếu tố Thủy, hướng Bắc và mùa đông. Sinh vật Long quy (龙龟/龍龜/Lóngguī) hay còn gọi là rùa đầu rồng là sinh vật truyền thuyết có sự kết hợp trong bốn tứ tượng của thần thoại Trung Quốc vì sinh vật này có thân là con rùa với đầu là con rồng được xem là một vật trang trí có ý nghĩa phong thủy, tượng trưng cho lòng can đảm, quyết tâm, khả năng sinh sản, tuổi thọ, sức mạnh, thành công, các chạm khắc trang trí hoặc tượng nhỏ của nó theo truyền thống được đặt đối diện với cửa sổ.
Bí Hí (贔屭/Bixi/Pi-hsi, nghĩa là "gắng sức làm") hay còn gọi là gọi là Quy phu là một sinh vật thần thoại trong văn hóa Trung Quốc và lan ra một số nước trên thế giới trong đó có Việt Nam. Bí Hí là một trong chín đứa con của Long Vương và mang hình dáng của con rùa, dùng để đỡ các vật nặng, nó có thể cõng được tam sơn ngũ nhạc không mỏi. Bí Hí là con trưởng của rồng là con vật có hình dáng mình rùa, đầu rồng, là con vật có sức mạnh thích mang nặng, chịu được trọng lượng lớn có thể cõng được tam sơn ngũ nhạc nên hay liên hệ với truyền thuyết Nữ Oa chặt chân con Ngao (鳌/鰲/áo) ngoài biển để chống trời hay so sánh với con rùa vũ trụ trong Ấn Độ giáo. Chúng thường được chạm khắc trang trí trong các công trình kiến trúc thường là làm bệ đỡ cho các bệ đá, cột đá, bia đá, tên gọi Bí Hí dùng để chỉ rùa khi nó đội các vật nặng (tháp, công trình kiến trúc), hoặc chỉ các chân đỡ giống như chân con rùa.

### Ở Việt Nam
Câu chuyện rùa sáng thế được người Mường ở Việt Nam truyền khẩu từ đời này qua đời khác, sau đó được ghi chép lại trong cuốn Mo sử thi "Đẻ đất, đẻ nước". Một ngày, Lang Cun Cần–Tà Cần đi làm nương, làm dẫy cùng với những nhà dân, tình cờ phát hiện ra dấu chân rùa nhưng lại nhầm tưởng đó là dấu chân hoẳng, nên đã cho người đặt bẫy. Lúc quay trở lại xem, thấy bẫy được một con rùa, kỳ là thay vị rùa cất tiếng nói cầu xin Lang đừng làm thịt mình và để trả ơn hứa sẽ mách cho Tà Cần cách làm nhà để ở. Lang Cun Cần liền cởi trói cho rùa, về đến bản Lang bắt tay vào xây dựng ngôi nhà cho mình và cho dân bản dựa trên những mô phỏng từ thân hình, cấu tạo của vị rùa, cứ thế lan truyền từ bản gần, đến bản xa người Mường đâu đâu đều nô nức làm cho mình những căn nhà sàn đặc trưng của dân tộc mình, đối với một số người thiểu số ở Việt Nam thì rùa là biểu tượng cho nhà sàn, mai rùa khum khum tượng trưng cho trời (mái nhà), bụng nó bằng phẳng tượng trưng cho đất (sàn nhà), chân nó là biểu tượng cột nhà. Sống trong nhà sàn là sống trong dòng sinh khí của trời đất, âm dương, nên nó luôn gắn với hạnh phúc

### Ở Châu Mỹ
Người Maya thể hiện Thần Mặt Trăng mặt một áo giáp đồi mồi. Theo người Iroquois, người Bà của loài người từ trên trời rơi xuống biển, lúc ấy chưa có đất. Một con rùa đã vớt bà lên chiếc lưng bị con chuột xạ phủ đầy bùn lấy từ đại dương. Hòn đảo đầu tiên, về sau sẽ trở thành Trái Đất đã dần dần hình thành như vậy. Theo Krickeberg, huyền thoại này có nguồn gốc algonkine. Cũng theo huyền thoại ấy, con Rùa Lớn còn xuất hiện lại hai lần nữa để bảo đảm sự phát triển của loài người; từ lẻ cõng thế giới đã chuyển sang thần sáng thế và sang tổ tiên huyền thoại như thế đó: lần thứ nhất rùa hiện lên dưới dạng một chàng trai, có những hình vân trên cánh tay và chân, làm cho người con gái của người Bà trên trời thụ thai một cách thần diệu, từ đó sinh ra những vị thần sinh đôi đối khán, những thần sáng tạo ra cái thiện và cái ác. Lần thứ hai vị thần sinh đôi thiện rơi xuống một cái hồ, đến được trước căn lều của cha mình là Rùa Lớn, Rùa Lớn trao cho chàng một cây cung và hai bắp ngô, một bắp đã chín để gieo, một bắp còn sữa để nướng (người Iroquois là một dân tộc săn bắn đã chuyển sang nông nghiệp). Những niềm tin đó được tìm thấy tại các bộ lạc Bắc Mỹ khác, như ở người Sioux và người Huron.